# Halloween (Modern Family)
Halloween é o sexto episódio da segunda temporada da série Modern Family. O episódio foi exibido originalmente pela ABC no dia 27 de outubro de 2010 nos EUA.

## Sinopse
Claire adora o Halloween e está se preparando uma casa mal assombrada para o Doces ou  Travessuras. Ela dá a cada membro da família um papel a desempenhar, mas nada disso vai muito bem... Cameron não pode se deixar abalar por uma experiência traumática na infância e odeia o feriado, Mitchell teve um dia terrível no trabalho, e Glória está agindo de forma estranha depois de Jay e Manny brincavam com ela sobre seu sotaque.

## Produção
"Halloween" foi dirigido por Michael Spiller e foi o primeiro episódio escrito de Jeffrey Richman quem entrou para a equipe de roteiristas na segunda temporada. "Halloween" foi ao ar em 27 de outubro de 2010 como o primeiro episódio com temática de Dia das Bruxas, o segundo episódio com temática de Dia das Bruxas foi "Open House of Horrors". As partes do episódio foram filmados em 6 de outubro de 2010, e 8 de outubro de 2010. A ideia para o episódio foi dada pelo membro do elenco, Eric Stonestreet. Eric Stonestreet sugeriu que deveria haver um episódio de Modern Family sobre o Dia das Bruxas, e os produtores da série gostaram tanto da ideia que eles produziram o episódio "Halloween". Muitos dos membros dos figurinos do elenco foram revelados no primeiro dia de filmagens pelo coordenador de roteiro, Clint McCray através do Twitter. Jesse Tyler Ferguson disse mais tarde em uma entrevista que:
"A cena do Homem-Aranha no episódio de "Halloween" foi minha cena favorita a ser filmada, até agora, pelo simples fato de que eu estava escalando para baixo uma parede em um traje do Homem-Aranha. Nunca na minha vida fiz um filme onde eu sou capaz que vestir uma fantasia de super-herói e realizar meus próprios poderes. Foi como eu comecei a viver um sonho por um dia."

## Críticas
O episódio recebeu críticas em sua maioria positivas. Donna Bowman do The AV Club comparou o episódio "Halloween" com o episódio altamente elogiado "Fizbo", dizendo que" 'Halloween' me lembrou muito a primeira temporada, especialmente no clímax caótico onde todos contribuem com sua insegurança particular ou neurose". Joel Keller do TV Squad elogiou o desenvolvimento de Claire, e sentiu que o episódio ajudou a "suavizar sua personagem.". Joye Eng do TV Guide chamou o enredo de Glória como o melhor momento da semana. Ela disse que a melhor cena foi a reação quando Jay abre um pacote cheio de pequenas imagens de Jesus". O episódio foi nomeado como um dos 3 melhores episódios de Modern Family de 2010 juntamente com: "Fifteen Percent" e "Truth Be Told".

## Prêmios e indicações
"Halloween" recebeu várias nomeações ao Primetime Emmy Award. O episódio foi indicado para Direção de Arte Destaque para uma série de câmera única, Excelente Imagem, Imagem de Câmera Única e de som excepcional e de mixagem de som para série de comédia, Dramática ou animação. E ganhou o prêmio de Destaque de Melhor Diretor de Série de Comédia por Michael Spiller. Jesse Tyler Ferguson, que apresentou este episódio, foi indicado como a Melhor Ator Coadjuvante em Série de Comédia em 2011, mas perdeu para a co-estrela Ty Burrell.